# Sauerland
Sauerland (tysk:  Sauerland ?) er et bjergområde i Tyskland. Sauerland er den nordøstlige del af Rheinisches Schiefergebirge. Området ligger hovedsageligt i Nordrhein-Westfalen. En mindre del ligger dog i Hessen. Området er tyndt befolket og præget af skove. Som det første sted i Tyskland har man udsat europæisk bison i Sauerlands skove.

## Geografi
Områdets højeste toppe er Langenberg (843,2 meter over havet), Hegekopf (842,9 m) og Kahle Asten (841 m). I Sauerland er der flere dæmninger som regulerer vandstanden i floden Ruhr; derfor er der i Ruhrområdet som ligger nord for Sauerland aldrig oversvømmelser. Den største by i Sauerland er Iserlohn med næsten 100.000 indbyggere. Andra større byer er Lüdenscheid og Arnsberg.

## Administrativ inddeling
Sauerland er delt mellem fem kreise:
- Den største del, der hører til Nordrhein-Westfalen omfatter mod vest Märkischen Kreis, mod syd Kreis Olpe, i midten og mod øst Hochsauerlandkreis (der arealmæssigt er den største kreds i Sauerland) samt mod nord en del af Kreises Soest. Disse områder er alle en del af Regierungsbezirk Arnsberg.

- Det østlige Upland tilhører Kreis Waldeck-Frankenberg i det hessenske Regierungsbezirk Kassel.

## Eksterne kilder og henvisninger
- Wikimedia Commons har flere filer relateret til Sauerland

| Bjerg | Spire Denne artikel om et bjerg eller en bjergkæde er en spire som bør udbygges. Du er velkommen til at hjælpe Wikipedia ved at udvide den. |

51°15′N 8°00′Ø / 51.25°N 8°Ø